# Кампус-ди-Лажис (микрорегион)
Кампус-ди-Лажис (порт. Microrregião de Campos de Lages) — микрорегион в Бразилии, входит в штат Санта-Катарина. Составная часть мезорегиона Серрана. 
Население составляет 	284 115	 человек (на 2010 год). Площадь — 	15 725,750	 км². Плотность населения — 	18,07	 чел./км².

## Демография
Согласно сведениям, собранным в ходе переписи 2010 г. Национальным институтом географии и статистики (IBGE), население микрорегиона составляет:						
| Полное население                             | Полное население                             | Полное население                             | Полное население                             | 284 115 |
| -------------------------------------------- | -------------------------------------------- | -------------------------------------------- | -------------------------------------------- | ------- |
| в том числе:                                 | Городское население                          | 233 107                                      | Процент городского населения, %              | 82,05   |
|                                              | Сельское население                           | 51 008                                       | Процент сельского населения, %               | 17,95   |
|                                              | Мужское население                            | 140 548                                      | Процент мужского населения, %                | 49,47   |
|                                              | Женское население                            | 143 567                                      | Процент женского населения, %                | 50,53   |
| Плотность населения, чел/км²                 | Плотность населения, чел/км²                 | Плотность населения, чел/км²                 | Плотность населения, чел/км²                 | 18,07   |
| Население микрорегиона в % к населению штата | Население микрорегиона в % к населению штата | Население микрорегиона в % к населению штата | Население микрорегиона в % к населению штата | 4,55    |

## Статистика
- Валовой внутренний продукт на 2003 составляет 2 558 686 034,00 реалов (данные: Бразильский институт географии и статистики).
- Валовой внутренний продукт на душу населения на 2003 составляет 8799,33 реалов (данные: Бразильский институт географии и статистики).
- Индекс развития человеческого потенциала на 2000 составляет 0,789 (данные: Программа развития ООН).

## Состав микрорегиона
В составе микрорегиона включены следующие муниципалитеты:
1. Анита-Гарибалди
2. Бокайна-ду-Сул
3. Бон-Жардин-да-Серра
4. Бон-Ретиру
5. Кампу-Белу-ду-Сул
6. Капан-Алту
7. Селсу-Рамус
8. Серру-Негру
9. Коррея-Пинту
10. Лажис
11. Отасилиу-Коста
12. Пайнел
13. Палмейра
14. Риу-Руфину
15. Сан-Жоакин
16. Сан-Жозе-ду-Серриту
17. Урубиси
18. Урупема